# 河合宣久
河合 宣久（かわい のぶひさ）は、戦国時代の武将。加賀一向一揆の大将。通称は藤左衛門。摂津源氏の流れを汲む多田氏の出身で、元の名を多田五郎政晴（政春）といった。

## 略歴
元来越前朝倉氏に仕える武士であったが後に禄を辞し、加賀国能美郡河合村に移住して河合藤左衛門宣久と改名し加賀一向一揆の指導者の一人となった。長享2年（1488年）、本願寺門徒らが加賀守護・富樫政親を高尾城に攻め滅ぼした長享の一揆では洲崎慶覚や石黒孫右衛門らと共に一揆方の大将を務め、宣久の配下が富樫軍の大将本郷春親とその子・松千代丸を討ち取り、政親を自刃に追い詰めた。
永正3年（1506年）、加賀、能登、越中の門徒衆に甲斐氏の牢人らが加わり越前に侵攻した九頭竜川の戦いでは朝倉宗滴率いる軍勢に敗北し退却した。その後、本願寺の実権を握る蓮淳が派遣した下間頼秀・頼盛兄弟が加賀に入り国内の門徒衆と軋轢を起こして内紛状態となると（大小一揆）、蓮悟や洲崎慶覚らと共に畠山氏を頼り能登に逃れる。
享禄4年（1531年）、小一揆（賀州三ヶ寺側）に越前から朝倉宗滴の軍勢が援軍として加わり合戦となると、これに呼応して畠山家俊の軍勢と共に加賀に進軍したが、下間ら大一揆の軍勢に敗れ討ち取られた。

## 子孫
宣久より三代後の藤左衛門満晴が町人となり、以降金沢城下で菜種油の販売を手掛ける油商の家系として存続した。